# Kölnische Karnevalsgesellschaft
Die Kölnische Karnevalsgesellschaft 1945 e. V. – kurz Kölnische KG – ist eine ordentliche Karnevalsgesellschaft des Festkomitee Kölner Karneval und mit über 240 Teilnehmern eine der größten Fußgruppen im Kölner Rosenmontagszug.

## Geschichte
Die Kölnische KG wurde offiziell am 11. November 1945 gegründet mit dem Motto „Et muß widder jet zo laache jevve!“. Zuvor hatten sich am 21. September 1945 im Weinrestaurant Recher Winzerverein in Rech an der Ahr einige Karnevalisten unter der Führung von Willy Jacobi, Josef Boley, Heinz Münchow und Josef Fabry getroffen und am selben Tag eine entsprechende handschriftliche Gründungsurkunde verfasst.
Der lebensfrohe und übermütige Harlekin wurde Symbolfigur der Kölnischen KG.

## Dreigestirn

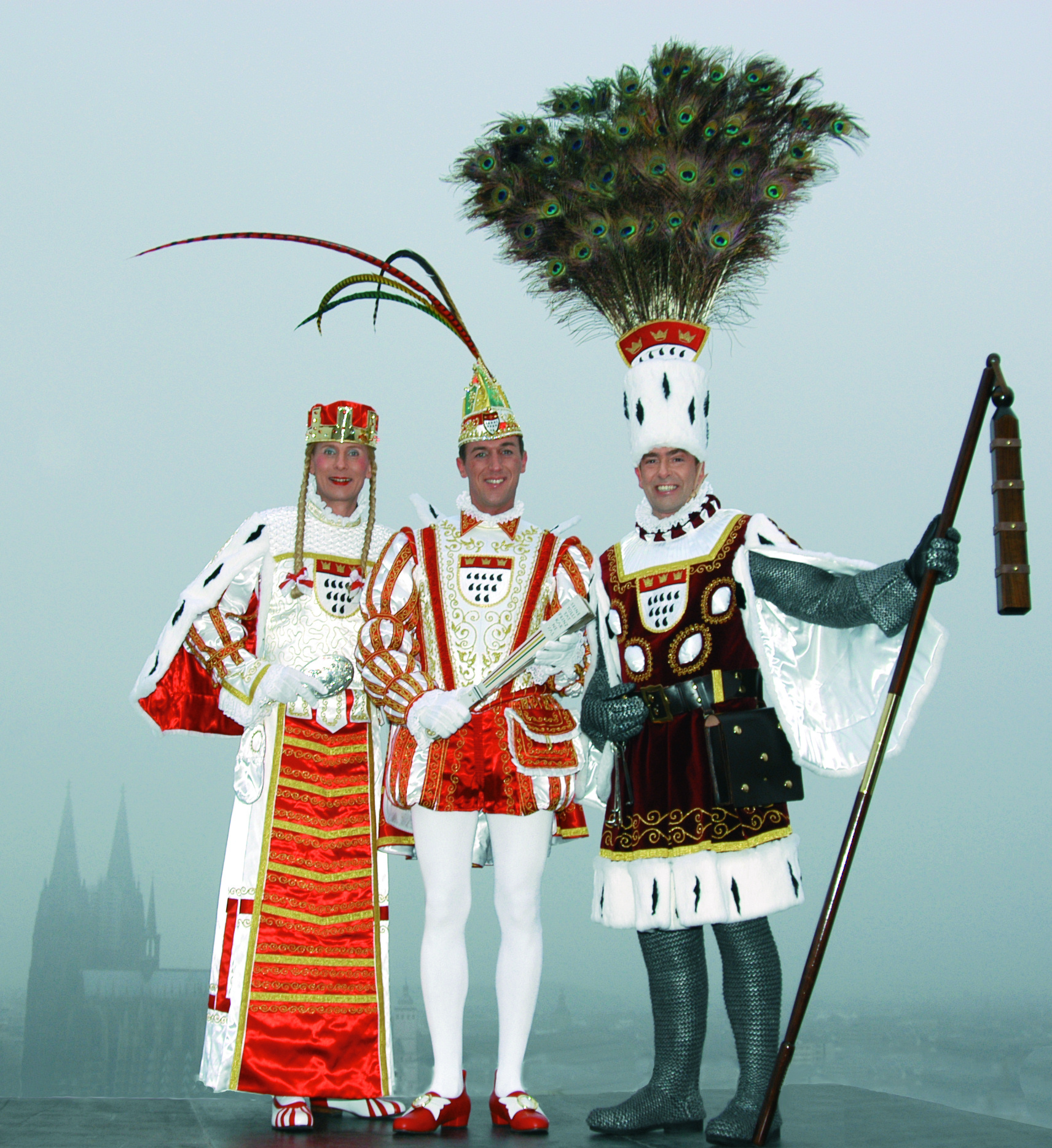
Dreigestirn 2005

Im Jahr 1954 stellte die Kölnische KG erstmals das Kölner Dreigestirn. Hubert Camps als Prinz Hubert II., Erich Schaub als Bauer Erasmus und Theo Bischof als Jungfrau Theodora.
1958 wurde mit Walter Thomas Ebers als Prinz Walter I. zum zweiten Mal ein Prinz der Kölnischen KG gewählt. Bauer und Jungfrau wurden seinerzeit von den Blauen Funken gestellt. 1965 wurden, zum 20-jährigen Bestehen der Kölnischen KG, Georg Musculus als Prinz Georg I., Theo Scholl als Bauer Theo und Horst Liepert als Jungfrau Horstine zum Kölner Dreigestirn.
1971 bestand das Dreigestirn der Kölnischen KG aus Rolf Hochgürtel als Prinz Rolf I., Erich Thonon als Bauer Erich und Josef Feldbusch als Jungfrau Josefine.
Zum 50-jährigen Bestehen der Karnevalsgesellschaft 1995 konnten Rolf Lautenbach als Prinz Rolf II., Udo Feldbusch als Bauer Udo und Theo Rudi Bischof als Jungfrau Theodora präsentiert werden.
2005 wurden Walter Ferdinand Passmann als Prinz Walter II., Ulrich Döres als Bauer Uli und Claus Frohn als Jungfrau Claudia gewählt.

## Tanzgruppe
Im Jahr 2006 integrierte der Vorstand der Kölnischen KG unter dem damaligen Präsidenten Theo Bischof die Cheerleader des 1. FC Köln als Tanzgruppe.

## Reitergruppe
Die Historie der Reitergruppe geht auf das Jahr 1949 zurück. Am 28. Februar 1949 war die Kölnische KG mit ersten Reitern bei der „Erweiterten Kappenfahrt“ (Rosenmontagszug) vertreten. Die Reitergruppe in ihrer heutigen Form wurde 1968 gegründet und ist fester Bestandteil der Kölnischen KG. Mit ihren Reitfräcken und den Zylindern präsentieren sich die Reiter im „Freude versprühenden Grau“, der Gesellschaftsfarbe der Kölnischen KG.

## Veranstaltungen
Die Kölnische KG eröffnet die Session am ersten Freitag nach dem 11. November mit der Familie und Freunden in einem Brauhaus. Als eine der wenigen Karnevalsgesellschaften gibt es bei der Kölnischen noch eine traditionelle Herrensitzung sowie eine Damensitzung. Hinzu kommen mit der Fastelovendssitzung und der Familijesitzung zwei Kostümsitzungen in den Sartory-Sälen. Darüber hinaus veranstaltet die Kölnische seit 2003 den KoSiBa (KostümSitzungsBall) im Wartesaal am Dom. Seit 2009 existiert neben den genannten Veranstaltungen Harlekin-Gala im Pullman Hotel Köln.
Die Harlekin-Club-Party am Karnevalsfreitag ergänzt das Veranstaltungsprogramm der Kölnischen KG seit 2010.

## Senat
Der Senat der Kölnischen KG wurde 1947, zwei Jahre nach Gründung der Karnevalsgesellschaft gegründet. Der Senat ist der „Stützpfeiler der Gesellschaft“ und das finanzielle Rückgrat des Vereins. Er trägt wesentlich zur Förderung und zur Erfüllung der satzungsgemäßen Zwecke und des Gesellschaftslebens des Vereins bei. Dem Senatsvorstand gehören neun Senatoren an, Senatspräsident ist Walter F. Passmann (Stand 2019).
| - Willy Jacobi (1945–1965) - Theo Bischof (1965–1985) - Wolfgang Vollmer (1985–1999) | - Theo Bischof (1999–2008) - Johannes Kaußen (2008–2019) - Claus Frohn (2019–2023) - Simone Kropmanns (seit 2023) |